# Matwiejewskoje (markowskij sielsowiet, rejon wołogodzki)
Matwiejewskoje (ros. Матвеевское) – wieś w Rosji, w rejonie wołogodzkim obwodu wołogodzkiego. W 2010 r. liczyła 7 mieszkańców.